# Ли, Кери
Кери Ли (англ. Keri Leigh; род. 21 апреля 1969, Бирмингем, Алабама, США) — американская блюзовая певица, автор песен. Номинант Blues Music Awards в номинациях «Песня года» (1996), «Исполнительница современного блюза» (1996),.

## Биография
Кери Ли родилась в Бирмингеме, штат Алабама. В 1982 году, когда ей было 13 лет, ее семья переехала в Оклахому, где Ли начала пробираться в местные клубы и петь на вечеринках с открытым микрофоном. В возрасте 16 лет ей пришлось перенести операцию по удалению узлов из голосовых связок, и с музыкальной карьерой было покончено. Кери Ли занялась писательством, нашла работу критика в местной газете, а ночью была диджеем на радио AOR. В 1986 году она во время интервью познакомилась со Стиви Рэем Воном с которым она со временем подружились. В 1989 году она помогла основать Oklahoma Blues Society, и во время одного из местных джем-сейшенов ее попросили спеть и она обнаружила что способности не утратились. Кери Ли присоединилась к местной группе Brownston Blues Band, и познакомилась с будущим мужем гитаристом Марком Лайоном. D 1990 году они перебрались в Остин, штат Техас, создали группу Keri Leigh and the Blue Devils, став выступать в клубах и вскоре став домашней группой Antone's. В то же время Кери Ли работала со Стиви Рэем Воном над его автобиографией, а когда Вон погиб, сама закончила работу, выпустив в 1993 году книгу Stevie Ray Vaughan: Soul to Soul . 
В 1991 и 1993 году группа Кери Ли выпустила два альбома на местном лейбле Amazing Records. В 1994 году контракт и мастер-записи Ли были выкуплены Waldoxy Records, дочерней компанией Malaco Records в 1994 году. Альбом 1995 года Arrival стал удачным альбомом, песня из него под названием «Here’s Your Mop Mr. Johnson» получила номинацию Blues Music Awards на песню года, а сама певица номинацию на лучшую исполнительницу современного блюза. 
В 2001 году группа прекратила выступления, сама Кери Ли выступала до 2003 года, после чего оставила музыкальную карьеру. За годы карьеры она делила сцену с такими музыкантами как Ринго Старр, Little Feat, Бадди Гай, Коко Тейлор, Леон Расселл, Big Head Todd and the Monsters, Widespread Panic, the Radiators, the Subdudes, the Neville Brothers, Отис Раш, Этта Джеймс, Джон Хаммонд и другими. С того времени она занята различной деятельностью: она работает как радиоведущая, диктор, журналистка, историк, музейный куратор, музыкальный продюсер. Как писательница она выпустила ещё одну книгу Douglas Fairbanks: In His Own Words. Как журналистка, Кери Ли провела сотни интервью с ведущими артистами музыкальной индустрии за 25 лет карьеры. Её статьи и колонки появлялись в таких изданиях, как Guitar World, Blues Revue, Blues Access, Texas Music magazines, The Austin Chronicle, The Oklahoma Gazette и The Daily Oklahoma. Также предоставляет частные консультационные услуги профессионалам в области вещания, кино и музыкальной индустрии и даёт уроки вокала . 
«Её страстную манеру исполнения часто сравнивают с Дженис Джоплин, что несколько несправедливо, поскольку ее голос гораздо более выразителен, чем у Джоплин».
«Когда через сто лет будут рассказывать историю американского блюза, Кери Ли станет одной из тех историй, которые люди будут пересказывать снова и снова…Они будут говорить о трудолюбивой блюзовой вокалистке с диапазоном в 4 октавы и абсолютным слухом. Женщина с голосом, более мощным, чем у Дженис Джоплин, и при этом таким медово-сладким и низким, что он может вас заморозить».
Boston Globe писала «Ли звучит как нечто среднее между Рэйтт и Дженис Джоплин, ее медовый, сладкий голос оттенен крепким привкусом виски и сигарет» .
«Все записи Ли имеют качество Джоплин, и один из способов описать ее стиль пения — это как Дженис Джоплин 90-х; на самом деле, некоторые критики описывают ее как величайший голос, появившийся в Техасе со времен Джоплин» 

## Дискография

### Сольно
- Arrival (Waldoxy Records, 1995)

### Keri Leigh & The Blue Devils
- Blue Devil Blues (Amazing Records, 1991)
- No Beginner (Amazing Records, 1993)